# 比嘉愛未
比嘉 愛未（ひが まなみ、1986年〈昭和61年〉6月14日 - ）は、日本の女優、ファッションモデル。沖縄県具志川市出身。ライジングプロダクション所属を経て、コンテンツ・スリー所属。

## 来歴
1986年に3人妹弟の長女として生まれる。高校進学のために通っていた塾の講師が芸能事務所の社長と知り合いで、身長も高かったことから2003年にスカウトされ、沖縄県立中部農林高等学校の合格発表後、その講師を通じて沖縄のモデル事務所「Dine and indy」に入り、モデルとしてデビュー。高校2年生の時に東京の芸能事務所へ所属。
2005年公開の映画『ニライカナイからの手紙』の出演オファーがあり、地元の女子高生役で出演する。社会勉強のつもりで出演したが、2行のセリフがなかなか言えずに後悔が残り、本格的に女優を目指すことを決心する。猛反対していた両親に土下座をして説得し、3月に高校を卒業後、6月に上京した。
2006年7月、 NHK連続テレビ小説『どんど晴れ』オーディションで2,156人の中からヒロイン役に選ばれ世間から認知されるきっかけとなる。翌2007年3月、所属事務所を「ヴィジョンファクトリー（現・ライジングプロダクション）」へ移る。4月に『どんど晴れ』でテレビドラマに初出演で初主演。10月、第54回ザテレビジョンドラマアカデミー賞・ザテレビジョン特別賞を受賞。12月にはフジテレビ系スペシャルドラマ『美ら海からの年賀状』で民放ドラマに初出演。
2009年3月、『天地人』で菊姫役としてNHK大河ドラマ初出演。
2015年春クールの『恋愛時代』（日本テレビ）で民放連続ドラマ初主演を務める。
2024年10月、第20回クラリーノ美脚大賞2024 30代部門を受賞する。
2025年1月31日をもって、所属事務所ライジングプロダクションを退所。3月24日、芸能事務所「コンテンツ・スリー」に所属したことを明らかにした。

## 人物
- 両親からつけられた「愛未」という名前は「未来永劫、愛し愛される子に育ってほしい」という思いが込められている[9]。
- ロングヘアがトレードマークだったが、2014年にドラマ『GTO』（関西テレビ）の役作りのためショートカットにした[17]。
- 2016年10月2日に行われた出演映画『カノン』の公開記念舞台挨拶の場で、司会者から最近、「家族から聞いて驚いたことは？」という問いに、帰省した際、曾祖母から自身が琉球王朝の末裔だと教わったことと答えている[18][注 1]。
- 新垣結衣と戸田恵梨香は『コード・ブルー -ドクターヘリ緊急救命-』で共演して以来、親交が深い[19]。

## 出演

### テレビドラマ
- 連続テレビ小説（NHK総合） 
  - どんど晴れ（2007年4月 - 9月） - 主演・浅倉（加賀美）夏美 役[20]
    - どんど晴れスペシャル（2011年4月24日、NHK BSプレミアム）[21]

  - まれ 第83話（2015年7月3日）（写真出演）
  - なつぞら（2019年4月1日 - 9月28日） - 前島（奥原）光子 役
- 美ら海からの年賀状（2007年12月14日、フジテレビ） - 国仲千尋 役
- コード・ブルー -ドクターヘリ緊急救命-（フジテレビ） - 冴島はるか 役
  - 1st season（2008年7月 - 9月）
  - 新春スペシャル（2009年1月10日）
  - 2nd season（2010年1月 - 3月）
  - 3rd season（2017年7月 - 9月）[22]
- 大河ドラマ（NHK総合）
  - 天地人（2009年1月 - 11月） - 菊姫 役[23]
- 魔女裁判（2009年4月 - 7月、フジテレビ） - 本宮香織 役
- ハンマーセッション!（2010年7月 - 9月、TBS） - 水城涼子 役
- 明日もまた生きていこう（2010年10月25日、TBS） - 横山友美佳 役
- 2夜連続 松本清張スペシャル 球形の荒野（2010年11月26日･27日、フジテレビ） - 野上久美子 役
- 最上の命医（テレビ東京） - 瀬名マリア 役
  - 最上の命医（2011年1月 - 3月）
  - 最上の命医2017（2017年8月23日）[24]
- マルモのおきて（フジテレビ） - 畑中彩 役
  - マルモのおきて（2011年4月 - 7月）
  - マルモのおきてスペシャル（2011年10月9日）
  - マルモのおきてスペシャル 2014（2014年9月28日）
- DOCTORS〜最強の名医〜（テレビ朝日） - 宮部佐知 役
  - DOCTORS〜最強の名医〜（2011年10月 - 12月）
  - ドラマスペシャル DOCTORS〜最強の名医〜（2013年6月1日）
  - DOCTORS 2〜最強の名医〜（2013年7月 - 9月）
  - 新春ドラマスペシャル DOCTORS 3〜最強の名医〜 2015（2015年1月4日）
  - DOCTORS 3〜最強の名医〜（2015年1月 - 3月）
  - DOCTORS〜最強の名医〜新春スペシャル（2018年1月4日）[25]
  - DOCTORS〜最強の名医〜ファイナル 新春スペシャル（2023年1月3日）[26]
- ハンチョウ〜警視庁安積班〜（TBS） - 結城沙緒里 役
  - シリーズ5（2012年4月 - 6月）
  - シリーズ6（2013年1月 - 3月）
- 東京全力少女（2012年10月 - 12月、日本テレビ） - 芹沢華子 役
- 土曜ワイド劇場「森村誠一の死海の伏流」（2012年11月24日、テレビ朝日） - 八切亜希 役
- バッケンレコードを超えて（2013年1月27日、北海道文化放送） - 主演・神足はるか 役
- 金曜プレステージ「堂場瞬一サスペンス 逸脱〜捜査一課・澤村慶司」（2013年2月15日、フジテレビ） - 永沢初美 役
  - 金曜プレステージ「堂場瞬一サスペンス 執着〜捜査一課・澤村慶司 2」（2014年3月7日、フジテレビ）
- 酔いどれ小籐次（2013年6月 - 9月、NHK BSプレミアム） - おりょう 役
- 濃姫II〜戦国の女たち（2013年6月23日、テレビ朝日） - お市の方 役
- 松本清張ドラマスペシャル・死の発送（2014年5月30日、フジテレビ） - 津村亜紀 役
- 松本清張 強き蟻（2014年7月2日、テレビ東京） - 宮原素子 役
- GTO（第2シリーズ）（2014年7月 - 9月、関西テレビ） - 藤川ほなみ 役
- 恋愛時代（2015年4月 - 6月、日本テレビ） - 主演・衛藤はる 役
- サムライせんせい（2015年10月 - 12月、テレビ朝日） - 佐伯晴香 役[27]
- お迎えデス。 第2話（2016年4月30日、日本テレビ） - 増田瑞江 役[28]
- 石川五右衛門（2016年10月 - 12月、テレビ東京） - 茶々 役[29]
- 釣りバカ日誌〜新入社員 浜崎伝助〜 伊勢志摩で大漁! 初めての出張編（2017年1月2日、テレビ東京） - 矢島亜季 役[30]
- 本日は、お日柄もよく（2017年1月 - 2月、WOWOW） - 主演・二ノ宮こと葉 役[31]
- 東京・足立区発ドラマ「千住クレイジーボーイズ」（2017年2月15日、NHK BSプレミアム） - 指江のばら 役[32]
- 日曜ワイド「越後純情刑事・早乙女真子」（2018年1月28日、テレビ朝日） - 主演・早乙女真子 役[33]
- 99.9-刑事専門弁護士- SEASON II 第7話（2018年3月4日、TBS） - 笹野桜 役[34]
- バカボンのパパよりバカなパパ（2018年6月30日 - 7月28日、NHK総合） - 赤塚眞知子 役
- 剣客商売 手裏剣お秀（2018年12月21日、フジテレビ） - 杉原秀 役[35]
- プレミアムドラマ 盤上のアルファ〜約束の将棋〜（2019年2月3日 - 24日、NHK BSプレミアム） - 斉藤恵子 役[36]
- TWO WEEKS（2019年7月16日 - 9月17日、カンテレ・フジテレビ系） - 青柳すみれ 役[37]
- ケイジとケンジ〜所轄と地検の24時〜（2020年1月16日 - 3月12日、テレビ朝日） - 仲井戸みなみ 役[38]
  - ケイジとケンジ、時々ハンジ。（2023年4月13日 - 6月8日）[39][40]
- レンタルなんもしない人（2020年4月9日 - 10月1日、テレビ東京） - 森山沙紀 役[41]
- 死との約束（2021年3月6日、フジテレビ） - 沙羅絹子 役
- にぶんのいち夫婦（2021年6月3日 - 7月29日、テレビ東京） - 主演・中山文 役[42]
- 推しの王子様（2021年7月15日 - 9月23日、フジテレビ） - 主演・日高泉美 役[43][注 2]
- 日本沈没-希望のひと-（2021年10月10日 - 12月12日、TBS） - 天海香織 役[45]
- 緊急取調室 新春スペシャル（2022年1月3日、テレビ朝日） - 生駒亜美 役[46]
- 純愛ディソナンス（2022年7月14日 - 9月22日、フジテレビ） - 碓井愛菜美 役[47][48]
- 作りたい女と食べたい女（2022年11月29日 - 12月14日、NHK総合） - 主演・野本ユキ 役[49]
  - 作りたい女と食べたい女 シーズン2（2024年1月29日 - 2月29日）[50][51]
- 大病院占拠（2023年1月14日 - 3月18日、日本テレビ） - 武蔵裕子 役[52][53]
  - 新空港占拠（2024年1月13日 - 3月16日）[54][55][56]
  - 放送局占拠（2025年7月12日 - 、日本テレビ）[57][58]
- アオハライド Season1（2023年9月22日 - 3月16日、WOWOW） - 一条薫 役[59]
- 日越外交関係樹立50周年記念ドラマ「ベトナムのひびき」（2024年3月2日、BSプレミアム4K / 3月17日、NHK BS） - 森岡優子 役[60]
- スカイキャッスル（2024年7月25日 - 9月26日、テレビ朝日） - 二階堂杏子 役[61][62]
- 大川と小川の休日捜査（2024年9月30日、テレビ東京） - 須藤圭子 役[63]
- それぞれの孤独のグルメ 第6話・第7話（2024年11月9日・16日、テレビ東京） - 川端明日香 役[64]
- フォレスト（2025年1月12日 - 3月2日、朝日放送テレビ） - 主演・幾島楓 役（岩田剛典とW主演）[65]

### 情報・バラエティー
- 世界びっくり旅行社「2012夏休み特別営業スペシャル」（2012年8月22日、NHK総合） - リポーター
- 金曜プレミアム「実録! 嘘と涙と男と女! 波乱の人生頂上リサーチ」（2017年1月20日、フジテレビ） - MC[66]
- 突然ですが占ってもいいですか？（2021年7月7日、フジテレビ）- ゲスト[67]

- 土曜スタジオパーク 夜ドラ『作りたい女と食べたい女』（2022年11月26日、NHK総合） - ゲスト
- Google Pixel presents ANOTHER SKY（2025年7月12日、日本テレビ）- ゲスト[68]　訪問地：アラブ首長国連邦・ドバイ

### 音楽番組
- 歌謡チャリティーコンサート（2007年11月23日、NHK総合） - 司会

### 映画
- ニライカナイからの手紙（2005年、IMJエンタテインメント） - 平良美咲 役[2]
- 僕と彼女の××× 第5話（2005年、セガ） - 与那城礼子 役
- 幽閉者 テロリスト（2007年、スローラーナー） - 少女 役
- 猿ロック THE MOVIE（2010年、S・D・P・ショウゲート） - 篠崎マユミ 役
- 僕等がいた 後篇（2012年、東宝、アスミック・エースエンタテインメント） - 千見寺亜希子 役
- ショートフィルム TOKYO SKY STORY（2013年） - ヒロミ 役
- 飛べ!ダコタ（2013年、株式会社アッシュジャパン） - 主演・森本千代子 役[69]
- ショートフィルム それでもなおできることのすべてを君に（2013年） - 主演（葉山奨之とW主演）[70]
- カノン（2016年、KADOKAWA） - 主演・岸本藍 役[71]
- 先生!、、、好きになってもいいですか?（2017年、ワーナー・ブラザース映画） - 中島幸子 役[72]
- コード・ブルー -ドクターヘリ緊急救命-（2018年、東宝[73]） - 冴島はるか 役[74]
- 大綱引の恋（2021年、ショウゲート） - 有馬数子 役[75]
- 吟ずる者たち（2021年、ヴァンブック） - 主演・永峰明日香 役
- 親のお金は誰のもの 法定相続人（2023年、イオンエンターテイメント / ギグリーボックス） - 主演・大亀遥海 役（三浦翔平とダブル主演）[76]
- 劇場版「緊急取調室 THE FINAL」（2025年公開予定、東宝） - 生駒亜美 役[77][78][79]

### 舞台
- 真田十勇士（2014年1月7日 - 2月2日、青山劇場 / 2014年2月7日 - 2月19日、梅田芸術劇場） - 火垂 役[80]
- ユーミン×帝劇 vol.2 『あなたがいたから私がいた』（2014年10月8日 - 10月31日、帝国劇場） - 主演・園子 役[81]
- プラトーノフ（2019年2月1日 - 3月24日、東京芸術劇場 他） - ソフィヤ 役[82]
- 怖い絵（2022年3月4日 - 3月21日、よみうり大手町ホール / 2022年3月24日 - 3月27日、COOL JAPAN PARK OSAKA ITホール） - 美山翼 役[83]

### ドキュメンタリー・紀行番組
- 闘うナースSP "コード・ブルー"が見た奇跡の物語（2010年3月21日、フジテレビ）
- アスリートの魂 バドミントン メダルへの再挑戦（2011年8月8日、NHK総合） - ナレーション
- サイエンスミステリー2012 見えざる禁断の世界2（2012年1月28日、フジテレビ） - パーソナリティー
- ドキュメント72時間（NHK総合） - ナレーション
  - 横須賀基地 お見合い大作戦（2013年4月26日）
  - 猛暑注意! 都心のお墓参り（2013年9月20日）
  - パウダールーム 女性のホンネ（2013年10月25日）
  - 巨大フェリー乗船記（2014年4月11日）
  - スカイツリーのふもとで（2014年4月25日）
- 華麗なる美人画の競艶〜浮世絵師が描いた江戸の華〜（2015年5月17日、BSジャパン） - ナビゲーター
- ほっこり!富山きときと手帖（2017年10月5日 - 2019年3月28日、BS-TBS） - 旅人[84]
- ほくりくキラリ旅手帖（2019年4月4日 - 、BS-TBS） - 旅人[85]

### 配信ドラマ
- 純愛ディソナンス 転調〜空白の5年間〜（2022年8月18日 - 、TVer） - 碓井愛菜美 役[86]

### イメージガール
- 八十二銀行（2006年）
- スポーツニッポン 創刊60年記念キャラクター（2008年）[23]

### CM
- ココスアイランドオキナワ ちゅら玉（2003年頃）
- 沖縄伊藤園 セイロンレモンティー（2004年）
- 日本トランスオーシャン航空/JTA（2006年）[12]
- MTVビデオミュージックアワード（2006年）
- イオン 夏の浴衣篇（2006年）
- モスバーガー 海老カツバーガー モス仕立て篇（2006年）
- NHK がんばれルーキーキャンペーン（2007年）
- 金融広報中央委員会 知るぽると（2007年）
- ブルボン
  - 越後街道（2008年）
  - アルフォートミニチョコレート（2011年 - ）
- 佐藤製薬 ストナ・ジェルサイナスS（2009年）
- デジサポ岩手 地デジ声かけ運動（2010年）[87]
- 三井住友カード「三井住友VISAゴールドカード」（2010年）
- BSデジタル放送10周年キャンペーン（2010年）
- ニベア花王「8×4」（2011年2月 - 2013年1月）
- エースコック「スープはるさめ」（2012年8月 - ）
- 花王「めぐりズム」（2012年9月 - ）
- ネスレ日本「キットカット オトナの甘さ」（2012年10月 - ）[88]
- チョーヤ梅酒「さらりとした梅酒」（2013年1月 - ）[89]
- パナソニック「Let's Note」
  - 「RZ4」シリーズ（2014年10月 - ）[90]
  - 「SZ5」（2015年10月 - ）[91]
  - 「レッツノートLV」（2018年6月 - ） - 『劇場版 コード・ブルー‐ドクターヘリ緊急救命‐』とのタイアップ[92]
- ミツカン「黒酢ドリンク」（2019年4月 - ）[93]
- インテリックス エコキューブ（2022年12月 - ）[94]
- キリンビール「KIRIN Premium ジンソーダ 杜の香」（2025年4月8日 - ）※岡田将生と共演[95]。

### 声優

#### ゲームソフト
- 二ノ国 白き聖灰の女王（2011年11月17日発売、レベルファイブ） - 灰の女王レイナス 役

#### ラジオドラマ
- FMシアター 命の汽笛（2013年11月16日、NHK-FM） - 神山馨 役

### PV・ジャケット
- ギラギラ - 紫苑（2003年）
- 青い季節（EVERBLUE FILMS-Iに収録） - SOPHIA（2005年）
- エンドロール - SOPHIA（2006年）
- blossom - 浜崎あゆみ（2010年）
- BEGIN 20th ANNIVERSARY SPECIAL TRIBUTE ALBU - BEGIN（2011年）

### イベント
- 琉球アジアコレクション2015（2015年10月25日、豊崎海浜公園特設ステージ）[96]

## 作品

### 写真集
- Clear（2012年4月20日、ワニブックス、撮影：舞山秀一）ISBN 4847044533[97]
- flap（2016年6月25日、ワニブックス、撮影：舞山秀一）ISBN 4847048423 [98]
- 本心（2022年2月24日、集英社、撮影：藤代冥砂）ISBN 978-4087900606 [99]